# Элсте (платформа)
Э́лсте (латыш. Elste) — бывший остановочный пункт на железнодорожной линии Плявиняс — Гулбене, расположенный в Даукстской волости Гулбенского края Латвии. Неподалёку от платформы находится хутор Вецэлстес. С 2012 года остановочный пункт не используется.

## История
Остановочный пункт открыт в 1924 году. Пассажирское здание было построено в 1926 году и не сохранилось. До 2012 года здесь останавливался дизельный поезд маршрута Рига — Гулбене. По состоянию на 2014 год, на бывшем остановочном пункте, помимо платформы, сохранялась только табличка с названием.